# Copa del Rey 2018/19
Die Copa del Rey 2018/19 war die 115. Austragung des spanischen Fußballpokals.
Der Wettbewerb startete am 5. September 2018 und endete mit dem Finale am 25. Mai 2019. Im Endspiel im Estadio Benito Villamarín in Sevilla konnte der FC Valencia den Titelverteidiger FC Barcelona mit 2:1 besiegen.

## Teilnehmende Mannschaften
| Primera División 20 Vereine der Saison 2017/18 | Segunda División 20 Vereine der Saison 2017/181 | Segunda División B 25 Vereine, die in der Saison 2017/18 in den vier Gruppen unter den ersten fünf platziert waren und die fünf folgenden Mannschaften mit den meisten Punkten2 | Tercera División die 18 Meister der Tercera División 2017/183 |
| FC Barcelona Atlético Madrid Real Madrid FC Valencia FC Villarreal Betis Sevilla FC Sevilla FC Getafe SD Eibar FC Girona Espanyol Barcelona Real Sociedad Celta Vigo Deportivo Alavés UD Levante Athletic Bilbao CD Leganés Deportivo La Coruña UD Las Palmas FC Málaga | Rayo Vallecano SD Huesca Real Saragossa Sporting Gijón Real Valladolid CD Numancia Real Oviedo CA Osasuna FC Cádiz FC Granada CD Teneriffa CD Lugo AD Alcorcón FC Reus Gimnàstic de Tarragona FC Córdoba Albacete Balompié UD Almería Cultural Leonesa FC Lorca | - Gruppe 1 Rayo Majadahonda CF Fuenlabrada Rápido de Bouzas CDA Navalcarnero† CF Talavera de la Reina† - Gruppe 2 CD Mirandés Racing Santander FC Barakaldo† UD Logroñés† SD Gernika Club† CD Tudelano‡ - Gruppe 3 RCD Mallorca FC Elche UE Cornellà Ontinyent CF CD Ebro† Club Lleida Esportiu‡ FC Badalona‡ - Gruppe 4 FC Cartagena UD Marbella Real Murcia Extremadura UD UD Melilla CF Villanovense‡ UCAM Murcia CF‡ | - Gruppe 1 SD Compostela - Gruppe 2 UP Langreo† - Gruppe 3 Gimnástica de Torrelavega - Gruppe 4 SCD Durango - Gruppe 5 UE Sant Andreu† - Gruppe 6 CD Castellón† - Gruppe 7 Internacional de Madrid - Gruppe 8 Unionistas de Salamanca - Gruppe 9 Real Jaén† - Gruppe 10 AD Ceuta† - Gruppe 11 UD Poblense† - Gruppe 12 CD Mensajero† - Gruppe 13 Yeclano Deportivo - Gruppe 14 CD Don Benito - Gruppe 15 UD Mutilvera - Gruppe 16 CD Calahorra - Gruppe 17 CD Teruel - Gruppe 18 UB Conquense |

1 Sevilla Atlético und FC Barcelona B als B-Mannschaften nicht teilnahmeberechtigt

2 unter Ausschluss von B-Mannschaften

3 wird eine B-Mannschaft Meister, rückt automatisch die bestplatzierte A-Mannschaft der jeweiligen Liga nach

† für eine B-Mannschaft nachgerückt

‡ als Punktbester qualifiziert

## Erste Hauptrunde
Zur ersten Hauptrunde des Wettbewerbes waren 36 Mannschaften, die in der Saison 2018/19 in der Segunda División B und der Tercera División spielen, qualifiziert. Die Auslosung fand am 30. Juli 2018 wie alle weiteren Auslosungen auch in der Ciudad del Fútbol in Las Rozas de Madrid statt. Es wurden 18 Paarungen ausgelost und fünf Freilose vergeben. Dabei wurden auch die Paarungen für die zweite Hauptrunde bestimmt. Die Spiele wurden am 5. September 2018 ausgetragen.
|                         | Ergebnis              |                           |
| ----------------------- | --------------------- | ------------------------- |
| Rápido de Bouzas        | 0:4                   | Unionistas de Salamanca   |
| CD Mensajero            | 0:3                   | SD Compostela             |
| Internacional de Madrid | 2:2 n. V. (4:5 i. E.) | CF Fuenlabrada            |
| CDA Navalcarnero        | 0:2                   | Cultural Leonesa          |
| UP Langreo              | 1:2                   | UD Logroñés               |
| SD Gernika Club         | 1:0                   | SCD Durango               |
| CD Mirandés             | 0:1                   | Racing Santander          |
| FC Barakaldo            | 1:1 n. V. (3:4 i. E.) | UD Mutilvera              |
| CD Calahorra            | 1:1 n. V. (4:2 i. E.) | Gimnástica de Torrelavega |
| UE Cornellà             | 1:1 n. V. (2:3 i. E.) | UE Sant Andreu            |
| CD Castellón            | 1:0                   | UB Conquense              |
| UD Poblense             | 1:4                   | Ontinyent CF              |
| Club Lleida Esportiu    | 2:0                   | CD Teruel                 |
| CD Don Benito           | 0:1                   | FC Cartagena              |
| Yeclano Deportivo       | 1:2 n. V.             | UD Melilla                |
| UCAM Murcia CF          | 2:0                   | AD Ceuta                  |
| CF Talavera de la Reina | 2:2 n. V. (3:4 i. E.) | Real Jaén                 |
| UD Marbella             | 0:1                   | CD Ebro                   |

Freilose: FC Badalona, FC Lorca, Real Murcia, CD Tudelano, CF Villanovense

## Zweite Hauptrunde
In der zweiten Hauptrunde traten die Mannschaften aus der Segunda División dem Wettbewerb bei. Die Spiele wurden zwischen dem 11. und 13. September 2018 ausgetragen.
|                      | Ergebnis              |                         |
| -------------------- | --------------------- | ----------------------- |
| Ontinyent CF         | 1:1 n. V. (6:5 i. E.) | Real Jaén               |
| CF Villanovense      | 2:1                   | FC Badalona             |
| UD Melilla           | 3:0                   | CD Tudelano             |
| Club Lleida Esportiu | 1:0                   | SD Compostela           |
| Cultural Leonesa     | 1:1 n. V. (5:4 i. E.) | CF Fuenlabrada          |
| UCAM Murcia CF       | 0:2                   | Racing Santander        |
| FC Cartagena         | 1:1 n. V. (4:5 i. E.) | UD Logroñés             |
| UE Sant Andreu       | 1:0 n. V.             | SD Gernika Club         |
| CD Calahorra         | 2:0                   | CD Castellón            |
| FC Lorca             | 2:1 n. V.             | Unionistas de Salamanca |
| CD Ebro              | 0:0 n. V. (5:4 i. E.) | Real Murcia             |
| UD Las Palmas        | 1:2                   | Rayo Majadahonda        |
| CA Osasuna           | 1:2                   | FC Reus                 |
| FC Elche             | 2:1                   | FC Granada              |
| FC Málaga            | 1:2                   | UD Almería              |
| RCD Mallorca         | 1:0                   | Real Oviedo             |
| AD Alcorcón          | 1:0                   | Extremadura UD          |
| CD Numancia          | 1:2                   | Sporting Gijón          |
| Albacete Balompié    | 2:3                   | CD Lugo                 |
| CD Teneriffa         | 1:2                   | FC Cádiz                |
| FC Córdoba           | 2:0                   | Gimnàstic de Tarragona  |
| Real Saragossa       | 2:1                   | Deportivo La Coruña     |

Freilos: UD Mutilvera

## Dritte Hauptrunde
Die Auslosung fand am 14. September 2018 statt. Die Spiele wurden zwischen dem 16. und 18. Oktober 2018 ausgetragen.
|                  | Ergebnis              |                      |
| ---------------- | --------------------- | -------------------- |
| UD Mutilvera     | 1:3                   | CF Villanovense      |
| UE Sant Andreu   | 1:0 n. V.             | CD Calahorra         |
| CD Ebro          | 2:1                   | Club Lleida Esportiu |
| UD Melilla       | 2:0                   | Ontinyent CF         |
| Racing Santander | 1:0                   | UD Logroñés          |
| FC Lorca         | 0:3                   | Cultural Leonesa     |
| FC Elche         | 1:4                   | FC Córdoba           |
| UD Almería       | 3:1                   | FC Reus              |
| Rayo Majadahonda | 1:1 n. V. (3:4 i. E.) | Sporting Gijón       |
| CD Lugo          | 1:0                   | AD Alcorcón          |
| Real Saragossa   | 0:1                   | FC Cádiz             |

Freilos: RCD Mallorca

## Runde der letzten 32
In der Runde der letzten 32 stießen zu den elf Siegern aus den Partien der dritten Hauptrunde und einer Mannschaft, welche ein Freilos erhielt, die Teams aus der Primera División.
Die Auslosung fand am 19. Oktober 2018 mit vier Lostöpfen statt.
| Topf 1 (Segunda División B und Tercera División)                                    | Topf 2 (Europapokal)                                                                        | Spezialtopf 1 (Segunda División)                                   | Spezialtopf 2 (Primera División) |
| ----------------------------------------------------------------------------------- | ------------------------------------------------------------------------------------------- | ------------------------------------------------------------------ | --- |
| Cultural Leonesa CD Ebro UD Melilla Racing Santander UE Sant Andreu CF Villanovense | FC Barcelona Atlético Madrid Real Madrid FC Valencia FC Villarreal Betis Sevilla FC Sevilla | UD Almería FC Cádiz FC Córdoba CD Lugo RCD Mallorca Sporting Gijón | Deportivo Alavés Athletic Bilbao Celta Vigo SD Eibar Espanyol Barcelona FC Getafe FC Girona SD Huesca CD Leganés UD Levante Rayo Vallecano Real Sociedad Real Valladolid |

Zunächst wurde den Mannschaften in Topf 1 ein Gegner aus Topf 2 zugelost, den verbleibenden Mannschaften aus Topf 2 dann ein Gegner aus Spezialtopf 1. Danach wurde den Mannschaften aus Spezialtopf 1 ein Gegner aus Spezialtopf 2 zugelost und anschließend wurden die Paarungen aus den übrigen Vereinen der Primera División ermittelt.
Die Hinspiele wurden zwischen dem 30. Oktober und 1. November, sowie ein Spiel am 28. November 2018, ausgetragen, die Rückspiele finden zwischen dem 4. und 6. Dezember 2018 statt.
|                  | Gesamt    |                    | Hinspiel | Rückspiel |
| ---------------- | --------- | ------------------ | -------- | --------- |
| Cultural Leonesa | 1:5       | FC Barcelona       | 0:1      | 1:4       |
| CD Ebro          | 1:3       | FC Valencia        | 1:2      | 0:1       |
| UE Sant Andreu   | 0:5       | Atlético Madrid    | 0:1      | 0:4       |
| UD Melilla       | 1:10      | Real Madrid        | 0:4      | 1:6       |
| CF Villanovense  | 0:1       | FC Sevilla         | 0:0      | 0:1       |
| Racing Santander | 0:5       | Betis Sevilla      | 0:1      | 0:4       |
| UD Almería       | 3:11      | FC Villarreal      | 3:3      | 0:8       |
| RCD Mallorca     | 2:4       | Real Valladolid    | 1:2      | 1:2       |
| FC Cádiz         | (a)2:2(a) | Espanyol Barcelona | 2:1      | 0:1       |
| Sporting Gijón   | 4:2       | SD Eibar           | 2:0      | 2:2       |
| CD Lugo          | 1:3       | UD Levante         | 1:1      | 0:2       |
| FC Córdoba       | 2:7       | FC Getafe          | 1:2      | 1:5       |
| Athletic Bilbao  | 8:0       | SD Huesca          | 4:0      | 4:0       |
| Deportivo Alavés | 3:4       | FC Girona          | 2:2      | 1:2       |
| CD Leganés       | 3:2       | Rayo Vallecano     | 2:2      | 1:0       |
| Celta Vigo       | 1:3       | Real Sociedad      | 1:1      | 0:2       |

## Achtelfinale
Die Auslosung für die Spiele des Achtelfinales fand am 13. Dezember 2018 statt. Die Hinspiele wurden am 8., 9. und 10. Januar, die Rückspiele am 15., 16. und 17. Januar 2019 ausgetragen.
|                 | Gesamt    |                    | Hinspiel | Rückspiel |
| --------------- | --------- | ------------------ | -------- | --------- |
| Sporting Gijón  | 2:4       | FC Valencia        | 2:1      | 0:3       |
| FC Girona       | (a)4:4(a) | Atlético Madrid    | 1:1      | 3:3       |
| FC Getafe       | 2:1       | Real Valladolid    | 1:0      | 1:1       |
| FC Villarreal   | 3:5       | Espanyol Barcelona | 2:2      | 1:3       |
| Real Madrid     | 3:1       | CD Leganés         | 3:0      | 0:1       |
| Athletic Bilbao | 2:3       | FC Sevilla         | 1:3      | 1:0       |
| Betis Sevilla   | (a)2:2    | Real Sociedad      | 0:0      | 2:2       |
| UD Levante      | 2:4       | FC Barcelona       | 2:1      | 0:3       |

## Viertelfinale
Die Auslosung für die Spiele des Viertelfinales fand am 18. Januar 2019 statt. Die Hinspiele werden am 22., 23. und 24. Januar, die Rückspiele am 29., 30. und 31. Januar 2019 ausgetragen.
|                    | Gesamt |               | Hinspiel | Rückspiel |
| ------------------ | ------ | ------------- | -------- | --------- |
| Real Madrid        | 7:3    | FC Girona     | 4:2      | 3:1       |
| FC Getafe          | 2:3    | FC Valencia   | 1:0      | 1:3       |
| FC Sevilla         | 3:6    | FC Barcelona  | 2:0      | 1:6       |
| Espanyol Barcelona | 2:4    | Betis Sevilla | 1:1      | 1:3 n. V. |

## Halbfinale
Die Auslosung für die Spiele des Halbfinales fand am 1. Februar 2019 statt. Die Hinspiele werden am 6. und 7. Februar, die Rückspiele am 27. Februar 2019 ausgetragen.
|               | Gesamt |             | Hinspiel | Rückspiel |
| ------------- | ------ | ----------- | -------- | --------- |
| Betis Sevilla | 2:3    | FC Valencia | 2:2      | 0:1       |
| FC Barcelona  | 4:1    | Real Madrid | 1:1      | 3:0       |

## Finale
| FC Valencia                                                             | FC Valencia | FC Barcelona | FC Barcelona | Aufstellung                                |
| ----------------------------------------------------------------------- | --- | --- | ------------ | ------------------------------------------ |
| FC Valencia                                                             | \| 25. Mai 2019 um 21:30 Uhr (MESZ) in Sevilla (Estadio Benito Villamarín) \| \| Ergebnis: 2:1 (2:0) \| \| Zuschauer: 53.698 \| \| Schiedsrichter: Alberto Undiano Mallenco \| \| Spielbericht \|                                                      | \| 25. Mai 2019 um 21:30 Uhr (MESZ) in Sevilla (Estadio Benito Villamarín) \| \| Ergebnis: 2:1 (2:0) \| \| Zuschauer: 53.698 \| \| Schiedsrichter: Alberto Undiano Mallenco \| \| Spielbericht \|                                                     | FC Barcelona | Aufstellung FC Valencia gegen FC Barcelona |
| FC Valencia                                                             | Jaume Doménech – Daniel Wass, Ezequiel Garay, Gabriel, José Gayà – Carlos Soler, Dani Parejo (65. Geoffrey Kondogbia), Francis Coquelin, Gonçalo Guedes – Kevin Gameiro (72. Cristiano Piccini), Rodrigo (88. Mouctar Diakhaby) Cheftrainer: Marcelino | Jasper Cillessen – Nélson Semedo (46. Arturo Vidal), Gerard Piqué, Clément Lenglet, Jordi Alba – Ivan Rakitić (76. Carles Aleñá), Sergio Busquets, Arthur (46. Malcom) – Philippe Coutinho, Sergi Roberto, Lionel Messi Cheftrainer: Ernesto Valverde | FC Barcelona | Aufstellung FC Valencia gegen FC Barcelona |
| FC Valencia                                                             | 1:0 Kevin Gameiro (21.) 2:0 Rodrigo (33.) | 2:1 Lionel Messi (73.) | FC Barcelona | Aufstellung FC Valencia gegen FC Barcelona |
| FC Valencia                                                             | Gayà (53.), Kondogbia (70.) | Sergio Busquets (61.), Arturo Vidal (89.) | FC Barcelona | Aufstellung FC Valencia gegen FC Barcelona |
| 25. Mai 2019 um 21:30 Uhr (MESZ) in Sevilla (Estadio Benito Villamarín) | | |              |                                            |
| Ergebnis: 2:1 (2:0)                                                     | | |              |                                            |
| Zuschauer: 53.698                                                       | | |              |                                            |
| Schiedsrichter: Alberto Undiano Mallenco                                | | |              |                                            |
| Spielbericht                                                            | | |              |                                            |